# Florence Ellinwood Allen
Florence Ellinwood Allen eller Florence E. Allen, död 1966, var en amerikansk domare. 
Hon var domare vid United States Court of Appeals for the Sixth Circuit 1934–1959. Hon var den första kvinna som tjänstgjorde vid högsta domstolen i en delstat i USA, och en av de två första kvinnorna i USA att tjänstgöra som federal domare vid sidan av Genevieve R. Cline (1928). 
Hon är inkluderad i National Women's Hall of Fame. 